# Santa Eulàlia (alta costura)
Santa Eulàlia és una boutique de moda prêt-à-porter barcelonina situada al passeig de Gràcia, 93 de Barcelona, en un local de lloguer de més de 2000m², propietat d'Amancio Ortega. Té un dels pocs tallers de sastreria i camiseria a mida que queden a l'estat.

## Història
Cap al 1843, Salvador Taberner i Elias va establir el seu comerç de teixits al carrer de la Boqueria, 1, contemporàniament al de Josep Pich i Taberner al núm. 5 (antic 25) del mateix carrer, ampliat posteriorment als núms. 3 i 7 amb els seus parents Bonaventura i Francesc Pich. El 1894, Domènec Taberner i Prims (fill de Salvador) va unificar els establiments, i el 1898 va fer enderrocar els edificis per a reconstruir-los de nova planta,  on el 1901 es van inaugurar els nous Magatzems Santa Eulàlia, propietat del mateix Taberner.
El 1908, aquest es va associar amb Llorenç Sans i Vidal, que des del 1884 era propietari de la botiga tèxtil Las Columnas al núm. 28 del mateix carrer. El 1915, Taberner va morir sense descèndencia i la seva vídua vengué la participació en el negoci a Sans, que també morí dos anys després. Aleshores, el seu fill Lluís Sans i Marcet se'n feu càrrec al capdavant de la raó social comanditària L. Sans i Cia, amb la participació del seu oncle Joan Marcet i Palet, propietari de la Banca Marcet i Cia de Terrassa.
Durant la Guerra Civil, el negoci fou col·lectivitzat i es dedicà a la fabricació d'uniformes militars. El 1941, la secció d'alta costura i la venda de teixits i complements per a senyora es traslladà a una nova botiga al passeig de Gràcia, 60, i el 1944 la sastreria i camiseria a mida i la venda de complements d'home al núm. 93 (la botiga actual), tancant definitivament l'establiment del carrer de la Boqueria. El 1981, Llorenç Sans Roig, fill de Lluís, es va fer càrrec del negoci, però va morir el 1988 i fou succeït pel seu fill Lluís.
El 1995, la botiga del passeig de Gràcia, 60 es va traslladar al carrer de Ferran Agulló, 12. El 2000, es va inaugurar al passeig de Gràcia, 93 la secció de prêt à porter de dona amb Sandra Domínguez, dona de Lluís Sans, al capdavant. El 2009, la botiga es va traslladar provisionalment al núm. 91 durant les obres de reforma de l'edifici, i tornà a obrir el 2011.